# Clima de la Ciudad de Córdoba (Argentina)

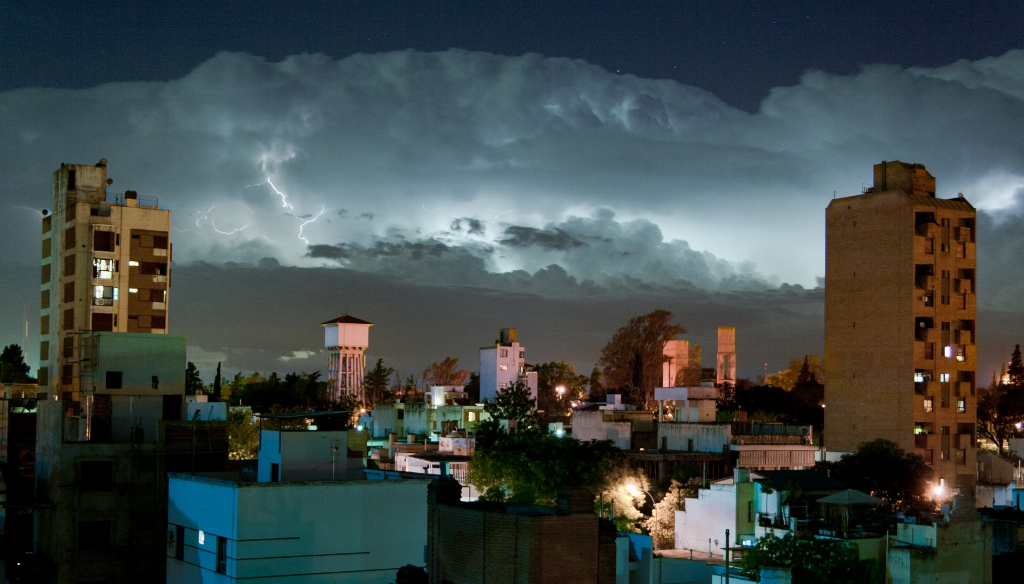
Las tormentas intensas son normales durante el verano.

El clima de la ciudad de Córdoba es templado subtropical húmedo con invierno seco (Cwa) en la clasificación de Köppen, clima también conocido como pampeano. Los veranos son húmedos, con días calurosos y noches templadas. Los vientos del este y del oeste son raros, de corta duración y poca intensidad. En primavera soplan con fuerza creciente principalmente del norte y el noreste a medida que un centro de depresión ciclónica se define en el frente polar. En el verano frecuentemente se producen tormentas eléctricas con viento y granizo.
Factores para que la temperatura sea en promedio algo más fresca que en otros sitios del planeta a latitudes semejantes son: la altitud y, sobre todo, el ubicarse la provincia en la diagonal eólica de los vientos pamperos, vientos fríos que soplan desde el cuadrante sudoeste, originados en la Antártida.
Por otra parte, dada la mediterraneidad, las variaciones o amplitudes térmicas son mayores que en la costa atlántica, siendo además menor la precipitación anual, de alrededor de 800 mm/año. En la ciudad la temperatura varia del día a la noche, pudiendo llegar hasta los -5 °C en las noches de invierno. Su temperatura media anual ponderada en todo el siglo xx fue de 18 °C. En enero, mes más cálido del verano austral, la máxima media es de 31,1 °C y la mínima media de 18,1 °C. En julio, mes más frío, las temperaturas medias son 18,6 °C de máxima y 5,5 °C de mínima. Aún en invierno pueden ser frecuentes días algo cálidos, debido a la influencia del viento Zonda. Las nevadas son poco frecuentes, las últimas se registraron en 1984, 2007, 2009 y 2021. Por su parte, los tornados son un evento climático relativamente habitual, ya que la ciudad se encuentra en la zona de América del  Sur conocida como Pasillo de los Tornados. Se recuerdan tormentas como la de 2003, que causó severos daños en la periferia.
Dada la extensión del conurbano, existe una diferencia considerable entre el área céntrica y la periferia. El área céntrica, densamente edificada y ubicada en una depresión, es el núcleo de una importante isla de calor. Además presenta fenómenos de esmog, sin consecuencias para la salud.

## Historial climático
| Climograma de Córdoba | Climograma de Córdoba | Climograma de Córdoba | Climograma de Córdoba | Climograma de Córdoba | Climograma de Córdoba | Climograma de Córdoba | Climograma de Córdoba | Climograma de Córdoba | Climograma de Córdoba | Climograma de Córdoba | Climograma de Córdoba |
| --- | --------------------- | --------------------- | --------------------- | --------------------- | --------------------- | --------------------- | --------------------- | --------------------- | --------------------- | --------------------- | --------------------- |
| E | F                     | M                     | A                     | M                     | J                     | J                     | A                     | S                     | O                     | N                     | D                     |
| 115 17 31 | 100 16 30             | 101 15 28             | 45 10 24              | 23 7 21               | 12 4 18               | 11 4 18               | 11 5 21               | 31 7 23               | 76 11 25              | 95 14 28              | 118 16 30             |
| temperaturas en °C • totales de precipitación en mm fuente: climate-data.org (Data: 1982 - 2012) |                       |                       |                       |                       |                       |                       |                       |                       |                       |                       |                       |
| Conversión sistema imperial\| E \| F \| M \| A \| M \| J \| J \| A \| S \| O \| N \| D \| \| 4.5 62 88 \| 3.9 60 86 \| 4 58 82 \| 1.8 51 75 \| 0.9 45 69 \| 0.5 39 64 \| 0.4 38 65 \| 0.4 40 69 \| 1.2 45 73 \| 3 51 77 \| 3.7 57 82 \| 4.6 60 86 \| \| temperaturas en °F • totales de precipitación en pulgadas \| \| \| \| \| \| \| \| \| \| \| \| |                       |                       |                       |                       |                       |                       |                       |                       |                       |                       |                       |
| E | F                     | M                     | A                     | M                     | J                     | J                     | A                     | S                     | O                     | N                     | D                     |
| 4.5 62 88 | 3.9 60 86             | 4 58 82               | 1.8 51 75             | 0.9 45 69             | 0.5 39 64             | 0.4 38 65             | 0.4 40 69             | 1.2 45 73             | 3 51 77               | 3.7 57 82             | 4.6 60 86             |
| temperaturas en °F • totales de precipitación en pulgadas |                       |                       |                       |                       |                       |                       |                       |                       |                       |                       |                       |

| Parámetros climáticos promedio de Ciudad de Córdoba (Observatorio). Datos del período de referencia 1961-1990 obtenidos de la Fuerza Aérea Argentina, Comando Regiones Aéreas, Servicio Meteorológico Nacional, Estación Meteorológica Córdoba Observatorio. | Parámetros climáticos promedio de Ciudad de Córdoba (Observatorio). Datos del período de referencia 1961-1990 obtenidos de la Fuerza Aérea Argentina, Comando Regiones Aéreas, Servicio Meteorológico Nacional, Estación Meteorológica Córdoba Observatorio. | Parámetros climáticos promedio de Ciudad de Córdoba (Observatorio). Datos del período de referencia 1961-1990 obtenidos de la Fuerza Aérea Argentina, Comando Regiones Aéreas, Servicio Meteorológico Nacional, Estación Meteorológica Córdoba Observatorio. | Parámetros climáticos promedio de Ciudad de Córdoba (Observatorio). Datos del período de referencia 1961-1990 obtenidos de la Fuerza Aérea Argentina, Comando Regiones Aéreas, Servicio Meteorológico Nacional, Estación Meteorológica Córdoba Observatorio. | Parámetros climáticos promedio de Ciudad de Córdoba (Observatorio). Datos del período de referencia 1961-1990 obtenidos de la Fuerza Aérea Argentina, Comando Regiones Aéreas, Servicio Meteorológico Nacional, Estación Meteorológica Córdoba Observatorio. | Parámetros climáticos promedio de Ciudad de Córdoba (Observatorio). Datos del período de referencia 1961-1990 obtenidos de la Fuerza Aérea Argentina, Comando Regiones Aéreas, Servicio Meteorológico Nacional, Estación Meteorológica Córdoba Observatorio. | Parámetros climáticos promedio de Ciudad de Córdoba (Observatorio). Datos del período de referencia 1961-1990 obtenidos de la Fuerza Aérea Argentina, Comando Regiones Aéreas, Servicio Meteorológico Nacional, Estación Meteorológica Córdoba Observatorio. | Parámetros climáticos promedio de Ciudad de Córdoba (Observatorio). Datos del período de referencia 1961-1990 obtenidos de la Fuerza Aérea Argentina, Comando Regiones Aéreas, Servicio Meteorológico Nacional, Estación Meteorológica Córdoba Observatorio. | Parámetros climáticos promedio de Ciudad de Córdoba (Observatorio). Datos del período de referencia 1961-1990 obtenidos de la Fuerza Aérea Argentina, Comando Regiones Aéreas, Servicio Meteorológico Nacional, Estación Meteorológica Córdoba Observatorio. | Parámetros climáticos promedio de Ciudad de Córdoba (Observatorio). Datos del período de referencia 1961-1990 obtenidos de la Fuerza Aérea Argentina, Comando Regiones Aéreas, Servicio Meteorológico Nacional, Estación Meteorológica Córdoba Observatorio. | Parámetros climáticos promedio de Ciudad de Córdoba (Observatorio). Datos del período de referencia 1961-1990 obtenidos de la Fuerza Aérea Argentina, Comando Regiones Aéreas, Servicio Meteorológico Nacional, Estación Meteorológica Córdoba Observatorio. | Parámetros climáticos promedio de Ciudad de Córdoba (Observatorio). Datos del período de referencia 1961-1990 obtenidos de la Fuerza Aérea Argentina, Comando Regiones Aéreas, Servicio Meteorológico Nacional, Estación Meteorológica Córdoba Observatorio. | Parámetros climáticos promedio de Ciudad de Córdoba (Observatorio). Datos del período de referencia 1961-1990 obtenidos de la Fuerza Aérea Argentina, Comando Regiones Aéreas, Servicio Meteorológico Nacional, Estación Meteorológica Córdoba Observatorio. | Parámetros climáticos promedio de Ciudad de Córdoba (Observatorio). Datos del período de referencia 1961-1990 obtenidos de la Fuerza Aérea Argentina, Comando Regiones Aéreas, Servicio Meteorológico Nacional, Estación Meteorológica Córdoba Observatorio. |
| Mes | Ene. | Feb. | Mar. | Abr. | May. | Jun. | Jul. | Ago. | Sep. | Oct. | Nov. | Dic. | Anual |
| --- | --- | --- | --- | --- | --- | --- | --- | --- | --- | --- | --- | --- | --- |
| Temp. máx. media (°C) | 31.1 | 30.1 | 27.6 | 24.9 | 22.0 | 18.5 | 18.6 | 21.0 | 23.3 | 26.1 | 28.4 | 30.3 | 25.2 |
| Temp. mín. media (°C) | 18.1 | 17.4 | 15.6 | 12.3 | 9.3 | 5.7 | 5.5 | 6.7 | 9.1 | 12.6 | 15.2 | 17.3 | 12.1 |
| Precipitación total (mm) | 121.7 | 99.8 | 110.3 | 52.2 | 18.9 | 11.4 | 12.8 | 9.7 | 33.8 | 66.4 | 96.6 | 136.9 | 770.8 |
| Fuente: «Freemeteo - Promedios 1961-1990, Tablas 1 y 2». 4 de diciembre de 2009 | | | | | | | | | | | | | |

Promedio anual de humedad relativa: 69%
| Año  | Temperatura media (°C) | Temperatura máxima media (°C) | Temperatura mínima media (°C) | Precipitación total anual (mm) | Días con lluvias | Días con nevadas | Días con tormenta | Días con tornados o vientos extremos (+100 km/h) | Días con granizo |
| ---- | ---------------------- | ----------------------------- | ----------------------------- | ------------------------------ | ---------------- | ---------------- | ----------------- | ------------------------------------------------ | ---------------- |
| 1958 | 17.3                   | 24.3                          | 11.2                          | -                              | 73               | 0                | 26                | 0                                                | 0                |
| 1968 | 17.9                   | 24.5                          | 11.6                          | -                              | 82               | 0                | 42                | 0                                                | 2                |
| 1973 | 16.9                   | 22.8                          | 10.8                          | -                              | 105              | 7                | 42                | 0                                                | 3                |
| 1974 | 17.4                   | 23.6                          | 11.1                          | -                              | 137              | 7                | 80                | 5                                                | 5                |
| 1975 | 17.3                   | 23.7                          | 10.9                          | -                              | 146              | 6                | 82                | 12                                               | 3                |
| 1976 | 17.0                   | 23.4                          | 10.7                          | -                              | 116              | 4                | 53                | 1                                                | 3                |
| 1977 | 17.7                   | 24.2                          | 11.5                          | 856.7                          | 114              | 3                | 44                | 0                                                | 2                |
| 1978 | 16.7                   | 23.2                          | 11.2                          | 1078.23                        | 105              | 0                | 53                | 0                                                | 0                |
| 1979 | 16.8                   | 24.7                          | 10.1                          | 767.13                         | 115              | 3                | 44                | 0                                                | 0                |
| 1980 | 17.7                   | 25.6                          | 10.4                          | 784.37                         | 99               | 5                | 52                | 0                                                | 3                |
| 1981 | 17.0                   | 25.0                          | 10.5                          | 1087.69                        | 108              | 1                | 50                | 0                                                | 3                |
| 1983 | 17.0                   | 24.4                          | 11.0                          | 1108.97                        | 100              | 0                | 53                | 0                                                | 4                |
| 1984 | 16.8                   | 23.7                          | 11.2                          | 1100.61                        | 116              | 2                | 47                | 0                                                | 1                |
| 1985 | 17.5                   | 24.0                          | 12.2                          | -                              | 126              | 0                | 64                | 0                                                | 1                |
| 1987 | 17.4                   | 24.4                          | 11.3                          | 579.90                         | 102              | 2                | 61                | 1                                                | 3                |
| 1988 | 17.2                   | 24.9                          | 10.5                          | 704.30                         | 88               | 1                | 53                | 0                                                | 2                |
| 1989 | 18.1                   | 25.8                          | 11.6                          | 589.52                         | 84               | 0                | 67                | 3                                                | 2                |
| 1990 | 17.5                   | 25.2                          | 11.5                          | 1072.15                        | 118              | 0                | 55                | 0                                                | 2                |
| 1991 | 17.4                   | 25.1                          | 11.6                          | 741.92                         | 109              | 0                | 64                | 0                                                | 1                |
| 1992 | 17.0                   | 24.1                          | 11.3                          | 1284.21                        | 110              | 0                | 66                | 1                                                | 2                |
| 1993 | 17.1                   | 25.1                          | 10.9                          | 1099.80                        | 93               | 0                | 62                | 0                                                | 1                |
| 1994 | 17.9                   | 25.6                          | 12.0                          | 714.75                         | 88               | 0                | 58                | 0                                                | 0                |
| 1995 | 17.8                   | 26.1                          | 10.8                          | 551.17                         | 81               | 1                | 54                | 1                                                | 0                |
| 1996 | 17.6                   | 25.4                          | 11.0                          | 1422.69                        | 105              | 1                | 70                | 0                                                | 1                |
| 1997 | 17.9                   | 25.7                          | 11.8                          | 916.41                         | 104              | 0                | 66                | 1                                                | 1                |
| 1998 | 16.8                   | 24.1                          | 11.0                          | 705.60                         | 103              | 0                | 52                | 1                                                | 1                |
| 1999 | 16.9                   | 24.3                          | 11.0                          | -                              | 115              | 0                | 56                | 0                                                | 1                |
| 2000 | 16.7                   | 24.2                          | 10.9                          | -                              | 125              | 1                | 49                | 0                                                | 2                |
| 2001 | 17.4                   | 24.8                          | 11.8                          | -                              | 132              | 0                | 58                | 0                                                | 4                |
| 2003 | 17.6                   | 25.4                          | 11.4                          | 975.13                         | 110              | 0                | 55                | 1                                                | 5                |
| 2004 | 17.6                   | 25.5                          | 11.5                          | 821.93                         | 91               | 0                | 49                | 0                                                | 0                |
| 2006 | 18.0                   | 26.1                          | 11.6                          | -                              | 93               | 0                | 53                | 0                                                | 1                |
| 2007 | 16.8                   | 24.8                          | 10.9                          | -                              | 115              | 3                | 61                | 0                                                | 0                |
| 2008 | 17.9                   | 25.9                          | 11.6                          | -                              | 93               | 2                | 51                | 0                                                | 2                |
| 2009 | 18.4                   | 26.8                          | 11.9                          | 988.57                         | 96               | 1                | 53                | 0                                                | 3                |
| 2010 | 17.4                   | 25.5                          | 11.3                          | -                              | 112              | 1                | 54                | 0                                                | 2                |
| 2011 | 17.9                   | 26.3                          | 11.6                          | -                              | 100              | 1                | 49                | 0                                                | 2                |
| 2012 | 18.2                   | 26.5                          | 11.8                          | 870.20                         | 101              | 1                | 64                | 1                                                | 2                |
| 2013 | 17.2                   | 26.1                          | 9.8                           | -                              | 99               | 0                | 57                | 1                                                | 3                |
| 2014 | 17.1                   | 25.8                          | 10.2                          | 861.81                         | 112              | 0                | 58                | 0                                                | 0                |
| 2015 | 17.2                   | 25.6                          | 10.9                          | -                              | 122              | 0                | 72                | 0                                                | 1                |
| 2016 | 16.3                   | 24.8                          | 9.7                           | 987.82                         | 131              | 1                | 62                | 0                                                | 1                |
| 2017 | 17.3                   | 26.3                          | 10.1                          | -                              | 114              | 0                | 62                | 1                                                | 4                |
| 2018 | 17.3                   | 26.4                          | 9.8                           | -                              | 108              | 0                | 60                | 0                                                | 1                |
| 2019 | 17.1                   | 25.7                          | 10.4                          | -                              | 115              | 0                | 55                | 0                                                | 1                |
| 2020 | 17.2                   | 26.7                          | 9.9                           | -                              | 75               | 0                | 41                | 0                                                | 0                |
| 2021 | 17.2                   | 26.3                          | 9.8                           | -                              | 100              | 1                | 58                | 1                                                | 3                |

El (-) significa la falta de datos para determinar valores

## Récords históricos
- Temperatura más elevada: 45,6 °C (20 de enero de 1917).
- Temperatura más baja: -10,3 °C (8 de julio de 1918).
- Año más lluvioso: 1997 (1422,69 mm).
- Año con más tormentas: 1975 (82 tormentas en el año)
- Años con más nevadas: 1973 y 1974 2007(Siete precipitaciones por año).
- Año con más días de vientos extremos: 1975 (Doce veces en el año).

### Récords por año y décadas

#### '70
| Año  | Fecha           | Temperatura más alta/baja (°C) |
| ---- | --------------- | ------------------------------ |
| 1973 | 19 de diciembre | 39°                            |
| 1973 | 17 de julio     | -4°                            |
| 1974 | 19 de enero     | 38°                            |
| 1974 | 8 de agosto     | -4°                            |
| 1975 | 18 de diciembre | 41°                            |
| 1975 | 17 de julio     | -8°                            |
| 1976 | 18 de enero     | 39°                            |
| 1976 | 9 de julio      | -6°                            |
| 1977 | 21 de marzo     | 38°                            |
| 1977 | 16 de julio     | -3°                            |
| 1978 | 29 de diciembre | 36°                            |
| 1978 | 14 de agosto    | -5°                            |
| 1979 | 5 de marzo      | 36°                            |
| 1979 | 16 de junio     | -5°                            |

    Temp. más alta de la década.

    Temp. más baja de la década.

- Año más lluvioso de la década: 1978 (1078,23 mm).
- Año con más tormentas de la década: 1975 (82 tormentas en el año).
- Años con más nevadas de la década: 1973 y 1974 (Siete precipitaciones en el año).

#### '80
| Año  | Fecha            | Temperatura más alta/baja (°C) |
| ---- | ---------------- | ------------------------------ |
| 1980 | 23 de enero      | 38°                            |
| 1980 | 26 de junio      | -5°                            |
| 1981 | 27 de septiembre | 35°                            |
| 1981 | 19 de julio      | -6°                            |
| 1983 | 28 de diciembre  | 38.4°                          |
| 1983 | 10 de julio      | -5°                            |
| 1984 | 11 de febrero    | 36.3°                          |
| 1984 | 13 de julio      | -4.1°                          |
| 1985 | 12 de octubre    | 36.6°                          |
| 1985 | 9 de junio       | -4°                            |
| 1987 | 2 de diciembre   | 39.1°                          |
| 1987 | 6 de agosto      | -5.6°                          |
| 1988 | 11 de noviembre  | 39.4°                          |
| 1988 | 11 de julio      | -6.2°                          |
| 1989 | 5 de enero       | 38.6°                          |
| 1989 | 3 de julio       | -7.7°                          |

    Temp. más alta de la década.

    Temp. más baja de la década.

- Año más lluvioso de la década: 1983 (1108,97 mm).
- Año con más tormentas de la década: 1989 (67 tormentas en el año).
- Años con más nevadas de la década: 1980 (Cinco precipitaciones en el año).

#### '90
| Año  | Fecha            | Temperatura más alta/baja (°C) |
| ---- | ---------------- | ------------------------------ |
| 1990 | 4 de enero       | 37.4°                          |
| 1990 | 22 de julio      | -3.7°                          |
| 1991 | 12 de octubre    | 37.6°                          |
| 1991 | 2 de agosto      | -6.2°                          |
| 1992 | 20 de febrero    | 33.7°                          |
| 1992 | 1 de agosto      | -4°                            |
| 1993 | 16 de octubre    | 38.6°                          |
| 1993 | 31 de julio      | -6°                            |
| 1994 | 19 de septiembre | 39.8°                          |
| 1994 | 9 de julio       | -5.5°                          |
| 1995 | 6 de noviembre   | 40.8°                          |
| 1995 | 16 de julio      | -5.5°                          |
| 1996 | 29 de noviembre  | 37.8°                          |
| 1996 | 29 de junio      | -7.2°                          |
| 1997 | 29 de agosto     | 37.2°                          |
| 1997 | 3 de julio       | -2.6°                          |
| 1998 | 22 de octubre    | 38°                            |
| 1998 | 20 de septiembre | -0.9°                          |
| 1999 | 4 de diciembre   | 34.6°                          |
| 1999 | 15 de agosto     | -6.2°                          |

    Temp. más alta de la década.

    Temp. más baja de la década.

- Año más lluvioso de la década: 1997 (1422,69 mm).
- Año con más tormentas de la década: 1996 (70 tormentas en el año).

#### '00
| Año  | Fecha           | Temperatura más alta/baja (°C) |
| ---- | --------------- | ------------------------------ |
| 2000 | 26 de diciembre | 37°                            |
| 2000 | 12 de julio     | -6.2°                          |
| 2001 | 26 de octubre   | 36.3°                          |
| 2001 | 19 de junio     | -5.1°                          |
| 2002 | 6 de octubre    | 41°                            |
| 2002 | 2 de agosto     | -4°                            |
| 2003 | 3 de febrero    | 40°                            |
| 2003 | 24 de agosto    | -2.6°                          |
| 2004 | 2 de noviembre  | 39.3°                          |
| 2004 | 12 de junio     | -4.3°                          |
| 2005 | 29 de enero     | 36.5°                          |
| 2005 | 2 de septiembre | -1.8°                          |
| 2006 | 10 de enero     | 39.5°                          |
| 2006 | 4 de septiembre | -5°                            |
| 2007 | 14 de diciembre | 37.4°                          |
| 2007 | 10 de julio     | -5.5°                          |
| 2008 | 27 de noviembre | 39°                            |
| 2008 | 30 de mayo      | -3.6°                          |
| 2009 | 30 de octubre   | 41°                            |
| 2009 | 23 de julio     | -5.1°                          |

    Temp. más alta de la década.

    Temp. más baja de la década.

- Año más lluvioso de la década: 2009 (988,57 mm).
- Año con más tormentas de la década: 2007 (61 tormentas en el año).
- Años con más nevadas de la década: 2007 (Tres precipitaciones en el año).

#### '10
| Año  | Fecha            | Temperatura más alta/baja (°C) |
| ---- | ---------------- | ------------------------------ |
| 2010 | 11 de diciembre  | 39.4°                          |
| 2010 | 17 de julio      | -4.6°                          |
| 2011 | 21 de diciembre  | 42.4°                          |
| 2011 | 4 de julio       | -3.9°                          |
| 2012 | 10 de enero      | 40.8°                          |
| 2012 | 7 de junio       | -3°                            |
| 2013 | 10 de septiembre | 40°                            |
| 2013 | 22 de julio      | -7.6°                          |
| 2014 | 23 de enero      | 39°                            |
| 2014 | 12 de agosto     | -7.1°                          |
| 2015 | 28 de diciembre  | 36.5°                          |
| 2015 | 4 de julio       | -4°                            |
| 2016 | 2 de enero       | 38°                            |
| 2016 | 22 de junio      | -3.7°                          |
| 2017 | 16 de diciembre  | 41°                            |
| 2017 | 17 de julio      | -8.3°                          |
| 2018 | 22 de septiembre | 38.4°                          |
| 2018 | 13 de junio      | -6.6°                          |
| 2019 | 2 de enero       | 38.1°                          |
| 2019 | 6 de julio       | -4.7°                          |

    Temp. más alta de la década.

    Temp. más baja de la década.

- Año más lluvioso de la década: 2016 (987,82 mm).
- Año con más tormentas de la década: 2015 (72 tormentas en el año).
- Años con más nevadas de la década: 2010, 2011, 2012 y 2016 (Una precipitación por año).

#### '20
| Año  | Fecha           | Temperatura más alta/baja (°C) |
| ---- | --------------- | ------------------------------ |
| 2020 | 18 de octubre   | 39.7°                          |
| 2020 | 8 de julio      | -6.7°                          |
| 2021 | 27 de octubre   | 38.3°                          |
| 2021 | 28 de junio     | -6°                            |
| 2022 | 10 de diciembre | 41.4°                          |
| 2022 | 23 de junio     | -4.4°                          |
| 2023 | 7 de noviembre  | 42°                            |
| 2023 | 14 de junio     | -7°                            |
| 2024 | 4 de febrero    | 40.5°                          |
| 2024 | 9 de agosto     | -6.3°                          |

    Temp. más alta de la década.

    Temp. más baja de la década.

- Año con más nevadas de la década: 2021 (Una precipitación en el año).

## Fenómenos meteorológicos
Si bien se encuentra en una zona montañosa, donde son usuales las nevadas, en la ciudad se registran con poca frecuencia. Los últimos chaparrones nevosos intensos se registraron en 1984, la tormenta del 2007, la nevada del 2009 y la nevada del 16 de junio del 2021. Pero solo dos días después de la nevada de 2009, se produjo una insólita ola de calor en pleno invierno.

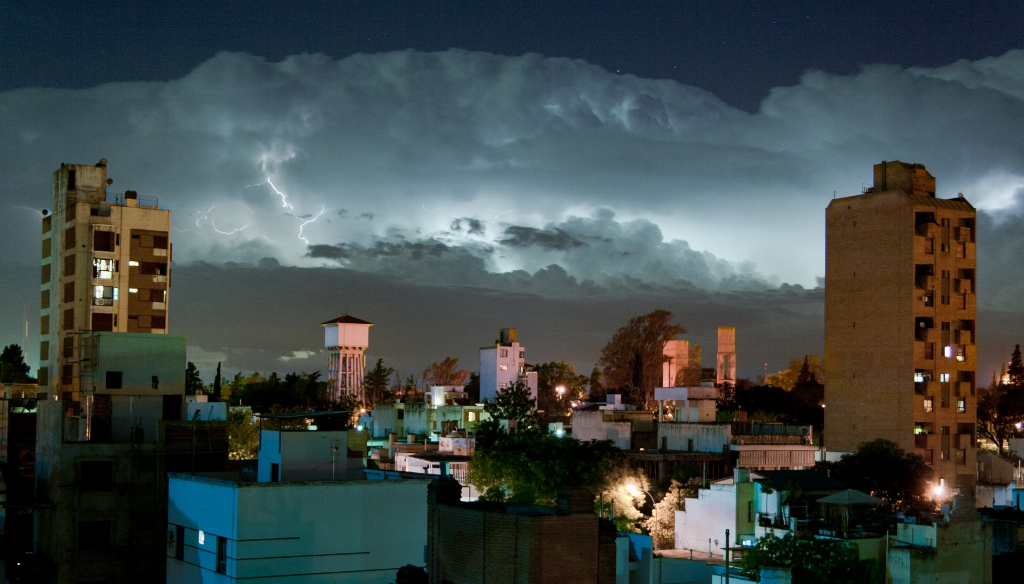
ITormenta formándose sobre la ciudad.

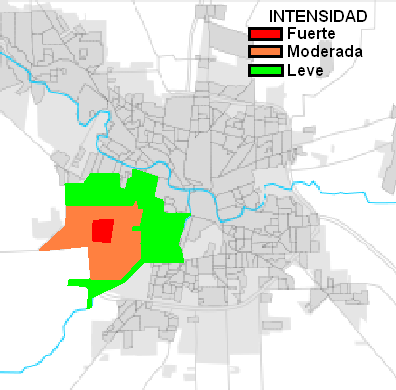
Intensidad del tornado en la periferia oeste de Córdoba.

Otro fenómeno extremo y usual se suscitó en 2003 cuando un se produjo un violento tornado en el oeste de la ciudad. Este evento meteorológico se producen en el área con una baja frecuencia, casi reducida. Córdoba forma parte de la segunda zona a nivel mundial de tornados "El pasillo de los tornados" que abarca varias provincias del país y registrándose en ellas alrededor de 300 tornados en solo un año, sin embargo la gran mayoría de estos no son registrados

La lluvia de cenizas es otra situación que ha afectado a la zona urbana más de una oportunidad. La más intensa y prolongada fue durante los graves incendios forestales de 2003 que llegó a durar casi una semana. En 2008 se registró otra lluvia que acompañó a una invasión de humo producto de otro incendio forestal en las Sierras Chicas. En 2011 también sufrió, aunque con una intensidad menor, la lluvia de partículas volcánicas producidas por la erupción del Puyehue.

### Tormentas intensas
Las tormentas intensas son moneda corriente en la ciudad. Se caracterizan por registrarse luego de jornadas de calores agobiantes, por la intensidad de los vientos, por generar nubes de polvo y tierra, la precipitación de significativas cantidades de agua en pocas horas y caída de granizo. Debido a que la infraestructura urbana no está adaptada a soportar tormentas de estas características, la ciudad colapsa produciéndose el crecimiento del río Suquía y el arroyo La Cañada que surcan la capital, el anegamiento de distintas avenidas, calles y hasta barrios enteros; además de que la gran mayoría de estos fenómenos dejan importantes daños, evacuados, heridos y hasta víctimas fatales. 
Existen registros de tormentas fuertes desde 1622, como ser el caso en el que el arroyo La Cañada desbordó produciendo inundaciones al casco céntrico y pérdidas materiales y humanas. Este fue el suceso que motivó a que se construyera el primer calicanto sobre el cauce. El hecho más trágico se produjo el 19 de diciembre de 1890 cuando una intensa lluvia provocó el desmesurado crecimiento de dicho arroyo y le costó la vida a más de 200 personas. No fue hasta el 15 de enero de 1939 cuando tras caer más de 100 milímetros en sólo minutos (que bastaron para que el inofensivo arroyo volviera a convertirse en una furia y arrastrara personas, árboles, muebles, carruajes y animales de tiros) se decidiera canalizar gran parte del cauce de La Cañada.
La última tormenta de intensidades feroces se produjo la tarde del 30 de enero de 2012. Tras una mañana de calor intenso que llegó a registrar una sensación térmica de 44 °C, pasadas la hora 15, se desató un vendaval con vientos de hasta 160 km/h. En cuestión de tres horas llovieron 63 milímetros ,(fue producida por una inmensa y desarrollada supercelda) . El Centro y Nueva Córdoba fueron los barrios más afectados al igual que Villa El Libertador y se reportaron zonas con hasta dos metros de anegamiento, como en barrio Observatorio. El saldo final fue de dos muertos, decenas de heridos, 300 evacuados y daños en toda la ciudad, llegándose a decretar una alerta de tres días.

## Isla de calor

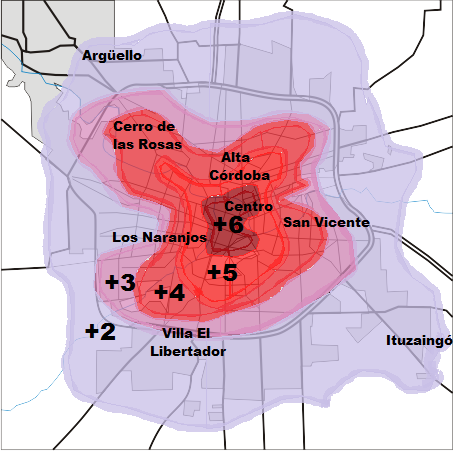
A medida que se acerca al centro de la ciudad, la temperatura ambiental llega a aumentar unos 6 °C.

Debido a la densidad de la mancha urbana, la ciudad presenta importantes problemas debido a las isla de calor urbana (ICU) que sobrecarga los sistemas energéticos por el uso de aires acondicionados durante el verano y problemas de contaminación durante el invierno.
Córdoba tiene la isla de calor más grande del país. El ICU está presente todos los días. Pero en el 23 por ciento de las jornadas al año, que es la época más calurosa, se agravan los efectos. Durante estos días aumenta el consumo eléctrico para climatizar mecánicamente los ambientes. En algunos edificios esto no alcanza y habitarlos se hace insoportable.
A su vez, especialmente en invierno, la ICU aumenta la frecuencia de inversión térmica en la atmósfera. Este fenómeno retiene los contaminantes del aire (producidos por los autos y la industria) y evita la ventilación de la zona urbana.
En 1991, el arquitecto cordobés Edgardo F Suárez realizó uno de los pocos estudios sobre las ICU en Córdoba. En aquel momento detectó una ICU de 4° más de lo normal en el 75 por ciento del Centro y barrio Alberdi, asociada a la alta densidad edilicia y a la casi ausencia de espacios verdes.
Suárez tomó como referencias estudios en otros países que concluyen que el efecto ICU aumenta medio grado cada 100 mil habitantes. Así, estimó que en la actualidad la zona céntrica tiene entre 5º y 6º más que la temperatura normal. Esto significa que a la temperatura que habitualmente da el Servicio Meteorológico Nacional (en barrio Observatorio) hay que agregarle de 2º a 3º más si está caminando por el Centro o Alberdi.
Una de las esquinas más transitadas de la ciudad, es la intersección de avenida Vélez Sársfield y Bv. San Juan (frente al Patio Olmos). Allí se construyó entre fines de 2011 y principios de 2012 una nueva fuente de agua, donde el mismo arquitecto Suárez realizó otro estudio sobre la ICU y detectó que la presencia de dicha fuente logró disminuir entre 1,4 °C y 1,6° la temperatura que se concentraba en ese cruce, comparándolas con otras esquinas transitadas como es la Av. Colón y Av. General Paz.